# Компьютерно-опосредованная коммуникация
Компьютерно-опосредованная коммуникация (англ. computer-mediated communication, СМС) — это любое общение между людьми, которое происходит при помощи двух или более электронных устройств. Обычно этим термином называют способы общения, характерные для компьютерных устройств (например, электронная почта, чаты, интернет-форумы, социальные сети и т. п.). Кроме того, термин может применяться к любому текстовому общению (например, через мессенджеры). Исследования компьютерно-опосредованной коммуникации фокусируются в основном на социальных последствиях коммуникации при помощи компьютерных средств.
Сам термин не является устоявшимся вариантом в русском языке. Встречаются также переводы «коммуникация, опосредованная компьютером», «коммуникация в электронной среде», «опосредованное компьютером общение».

### Область применения
Многие ученые используют социально—психологический подход к компьютерно-опосредованной коммуникации, исследуя, как люди используют «компьютеры» (или цифровые носители) для межличностного взаимодействия, формирования впечатления и поддержки отношений. Эти исследования часто сосредоточены на различиях между онлайн и офлайн взаимодействием, хотя современные исследователи постепенно приходят к мысли, что компьютерно-опосредованное взаимодействие следует изучать, как встроенное в повседневную жизнь.
Ещё одна ветвь исследований компьютерно-опосредованной коммуникации рассматривает использование паралингвистическими функций, таких как смайлики, прагматические правила, такие как очередности в разговоре. Изучение языка в этих контекстах происходит, как правило, на основе текста компьютерно-опосредованной коммуникации, и иногда упоминается как «анализ компьютерно-опосредованного дискурса».
При помощи компьютерно-опосредованной коммуникации люди могут общаться в широком круге сфер, таких как профессиональные, социальные круги, образовательные учреждения и т. п. В зависимости от среды меняется способ общения и используемые технологии.
Популярные формы компьютерно-опосредованного общения включают в себя электронную почту, видео, аудио или текстовый чат (текстовые конференции, включая «обмен мгновенными сообщениями»), системы дискуссионных досок, и MMOs. Эти параметры быстро меняются с развитием новых технологий.

### Характеристики
Как пишет И. Н. Розина, компьютерно-опосредованная коммуникация отличается от человеко-компьютерного взаимодействия. Последнее характеризуется своей точностью, логическими основами и многочисленными ограничениями. Если человек будет использовать язык, отличающийся от заложенной в компьютере программе, то машина просто не поймет команд человека. Даже такие «небольшие» ошибки, как лишний пробел или неправильный синтаксис, приведут к невыполнению команды компьютером. А компьютерно-опосредованная коммуникация — это, прежде всего, коммуникация между людьми при сохранении значимых элементов электронного взаимодействия. Русскоязычный термин «компьютерно-опосредованная коммуникация» сохраняет наиболее приближенный вариант англоязычного термина, так как отражает все три важных компонента — компьютер, среда, коммуникация.
Кроме того, навык компьютерно-опосредованного общения требует определённой тренировки. Розина полагает, что основы электронного общения формируются либо на собственном опыте, либо на примере более опытных пользователей. Вдобавок, коммуникация между пользователями зависит от технических средств, которые они выбрали для общения. Но в то же время и потребности коммуникации формируют технологические изменения в компьютерной среде.

### Теории компьютерно-опосредованной коммуникации
Джозеф Уолтер выделяет следующие теории компьютерно-опосредованной коммуникации и межличностного общения:
- Теория общественного присутствия
- Теория отсутствия контекстуальных знаков
- Теория богатства медиавозможностей
- Модель деиндивидуализации с точки зрения социальной идентичности (Модель SIDE)
- Теория передачи сигналов Джудит Донат
- Теория электронной близости
- Теория общественного влияния
- Теория расширения каналов
- Теория обработки социальной информации
- Гиперперсональная модель компьютерно-опосредованной коммуникации

### Преимущества
Суть компьютерно-опосредованной коммуникации состоит в том, что любой человек может общаться с другими людьми, вне зависимости от времени и своего местоположения. Компьютерно-опосредованная коммуникация позволяет людям совместно работать над проектами, реализация которых была бы невозможна из-за географического фактора. Кроме того, этот вид коммуникации могут использовать люди, у которых есть проблемы с коммуникацией в силу особенностей характера или здоровья. Позволяя индивидууму общаться в любом месте, компьютерно-опосредованная коммуникация также сводит к минимуму стресс от общения. Данный вид коммуникации позволяет также создать индивидуальную комфортную среду, что в свою очередь способствует раскрытию человека. При обмене данными через электронную среду, люди менее подвержены стереотипам и менее беспокоятся о своих физических недостатках. Анонимность общения в Интернете также помогает пользователям быстрее налаживать контакты с другими людьми в Сети.

### Изучение языка
Компьютерно-опосредованная коммуникация широко обсуждается в сфере изучения языка, так как данный вид общения позволяет учащимся и носителям языка контактировать друг с другом напрямую. Например, лингвист Марк Варшауэр провел несколько тематических исследований по электронной почте или с помощью дискуссионных досок в различных языковых классах. Варшауэр утверждал, что информационные и коммуникационные технологии помогут «преодолеть исторический разрыв между речью … и письмом».